# Candice McLeod
Candice McLeod (ur. 15 listopada 1996) – jamajska lekkoatletka specjalizująca się w biegach sprinterskich.
Weszła w skład jamajskiej sztafety 4 × 400 metrów, która zdobyła srebro mistrzostw panamerykańskich juniorów (2015). W 2021 zdobyła brązowy medal igrzysk olimpijskich w Tokio w biegu rozstawnym 4 × 400 metrów, a indywidualnie była piąta na dystansie 400 metrów. W 2022 była siódma na mistrzostwach świata w Eugene oraz zdobyła srebro w sztafecie 4 × 400 metrów. Rok później zajęła te same pozycje podczas światowego czempionatu w Budapeszcie.
Złota medalistka mistrzostw Jamajki.

## Osiągnięcia
| Rok  | Impreza                              | Miejsce   | Konkurencja             | Lokata     | Wynik   |
| ---- | ------------------------------------ | --------- | ----------------------- | ---------- | ------- |
| 2015 | Mistrzostwa panamerykańskie juniorów | Edmonton  | bieg na 400 metrów      | eliminacje | 54,59   |
| 2015 | Mistrzostwa panamerykańskie juniorów | Edmonton  | sztafeta 4 × 400 metrów | 2. miejsce | 3:38,77 |
| 2021 | Igrzyska olimpijskie                 | Tokio     | bieg na 400 metrów      | 5. miejsce | 49,87   |
| 2021 | Igrzyska olimpijskie                 | Tokio     | sztafeta 4 × 400 metrów | 3. miejsce | 3:21,24 |
| 2022 | Mistrzostwa świata                   | Eugene    | bieg na 400 metrów      | 7. miejsce | 50,78   |
| 2022 | Mistrzostwa świata                   | Eugene    | sztafeta 4 × 400 metrów | 2. miejsce | 3:20,74 |
| 2023 | Mistrzostwa świata                   | Budapeszt | bieg na 400 metrów      | 7. miejsce | 51,08   |
| 2023 | Mistrzostwa świata                   | Budapeszt | sztafeta 4 × 400 metrów | 2. miejsce | 3:20,88 |

## Rekordy życiowe
- Bieg na 200 metrów – 23,41 (2021)
- Bieg na 400 metrów – 49,51 (2021)